# 裸のランチ
『裸のランチ』（はだかのランチ、英語: Naked Lunch）は、1959年に出版されたウィリアム・バロウズの長編小説。また、それを原作として1991年に製作されたイギリス・カナダの合作映画。

## ストーリー
本作には明確なあらすじは無く、非線形な物語であるが、それは作家としてバロウズの意図するところのようである。本書中のいくつかのイベントについては要約できる。
冒頭、ウイリアム・リー（リー・ザ・エージェントとも表現されるバロウズの別人格）の冒険が語られる。彼の旅は、アメリカにおいて警察の捜索から逃れるところから始まり、旅の途中で様々なキャラクターが登場する。

## 日本語訳
- 『裸のランチ』鮎川信夫訳 河出書房新社（人間の文学19）1965年
- 『裸のランチ』鮎川信夫訳 河出書房新社（モダン・クラシックス）1971年
- 『裸のランチ』鮎川信夫訳 河出書房新社（河出海外小説選16）1978年
- 『裸のランチ』鮎川信夫訳（補訳山形浩生）河出書房新社 1992年 - 単行本の完全版
- 『裸のランチ』鮎川信夫訳（補訳山形浩生）河出書房新社（河出文庫）2003年 - 完全版の文庫化

## 映画
原作を忠実になぞったものではなく、ウィリアム・バロウズの作品を元に再構成された、デヴィッド・クローネンバーグ監督のオリジナル作品というべきものとなっている。

### あらすじ
1953年のニューヨーク。ビル(ウイリアム)・リーは、作家を志したが麻薬に溺れ、今は害虫駆除の仕事で生計を立てながら、作家志望の友人たちと交流していた。麻薬所持の疑いで警察に連行されたビルの前に、彼の上司だと名乗って現れる巨大な喋るゴキブリ。ビルの妻であるジョーンは「インターゾーン商会」の回し者だから殺せと命令され、ゴキブリを叩き潰して帰宅するビル。
ビルの妻・ジョーンは、ゴキブリ駆除の薬を麻薬として使い、中毒になっていた。誘われたビルも薬物中毒がぶり返しており、ベンウェイという医師を訪ねて治療薬が処方された。ビルが帰宅すると、作家志望の男とジョーンがセックスを試みている。気にもとめない様子のビル。だが、処方薬を混ぜた駆除剤を注射したビルはゲームと称して銃でジョーンを撃ち殺した。ベンウェイ博士が処方した薬もまた麻薬だったのだ。
妻の遺体を残して酒場に入ったビルは、マグワンプ(異形の怪物)から逃亡用の旅行チケットを渡され、インターゾーン商会の所在地である北アフリカのインターゾーン市に向かえと指示された。報告書を書くことが条件で、クラーク・ノヴァという機種のタイプライターを勧めるマグワンプ。
インターゾーン市で報告書をタイピングするビル。気づくとクラーク・ノヴァ(タイプライター)は警察で会ったゴキブリと融合し、口をきくようになっていた。クラーク・ノヴァを残して街に出たビルは、ジョーンと瓜二つの女性を見かけた。トム・フロストの妻のジョーンだと聞いて、パーティーで接近するビル。夫のトムは、妻を殺したいとビルに打ち明けた。
自分のタイプライターを試してみろとビルに貸すトム。2台のタイプライターを並べて置くと両方が昆虫化し、クラーク・ノヴァがトムのタイプを食い殺した。ジョーンを誘惑して情報を聞き出せと命じるクラーク・ノヴァ。トムの家にはインターゾーン商会の若者たちが出入りしているのだ。
トムの留守宅を訪れ、ジョーンにアラビア語のタイプライターを打たせながら誘惑するビル。タイプは性的な生物に変形した。そこに現れて二人を引き離し、タイプの生物を窓から追い落とす家政婦のファデラ。帰宅したトムは、アラビア語のタイプが壊れたのを見て、ビルに貸したタイプを返せと迫り、ビルの部屋まで押しかけてクラーク・ノヴァを奪い去った。
アメリカから短期旅行でビルを訪ねて来る作家志望の友人たち。ビルが書いているのは処女作の小説「裸のランチ」であり、出版社が待っているから早く書き上げろと励まされるビル。
男娼のキキの紹介で、壊れたトムのタイプライターを鍛冶屋に持ち込むビル。炉で溶かされたタイプはマグワンプ(怪物)型に生まれ変わった。タイプライターのマグワンプは口をきき、医者のベンウェイ博士こそインターゾーンの黒幕だとビルに伝えた。
トムの家の家政婦・ファデラがベンウェイと親しいとの情報を得るビル。ファデラとジョーンがいるという古い麻薬工事に潜入すると、マグワンプたちが吊り下げられ、触角から出る麻薬を搾り取られていた。憔悴したジョーンを見つけて、ファデラの元に案内させるビル。ファデラが老婆の皮(着ぐるみ)を脱ぎ捨てると、その中身はベンウェイ博士だった。
従来の麻薬より利益率の高いマグワンプの麻薬で儲ける為に、知己の多い北の国「アネクシア」の販路を任せたいとビルを誘うベンウェイ博士。ジョーンを開放することを条件に引き受けるビル。
ジョーンと共に旧式なキャンピングカーでアネクシアの国境まで辿り着くビル。国境警備隊員に職業を聞かれ「作家」と答えると、何か書いて見せろと要求された。迷わずに銃を抜き、後部に乗車していたジョーンを射殺するビル。驚きもせずに通行を許可する警備隊員に、ビルは涙を流しつつも満足げな表情を浮かべた。

### キャスト
※括弧内は日本語吹替
- ビル・リー - 害虫駆除員：ピーター・ウェラー（堀勝之祐）
- ジョーン・フロスト - インターゾーンの作家/ジョーン・リー - ビル・リーの妻で麻薬中毒者：ジュディ・デイヴィス（一城みゆ希）
- トム・フロスト - インターゾーンの作家：イアン・ホルム（麦人）
- イヴ・クローケ - インターゾーンの富裕な青年：ジュリアン・サンズ（仲木隆司）
- ベンウェイ医師 - ”ブラックミート”を与える医師：ロイ・シャイダー（寺島幹夫）
- ファデラ - 家政婦、本職は呪術師：モニーク・メルキューレ（鈴木れい子）
- ハンク - 作家仲間：ニコラス・キャンベル（若本規夫）
- マーティン - 作家仲間：マイケル・ゼルニカー（大滝進矢）
- ハンス - インターゾーンの実業家：ロバート・A・シルヴァーマン（青森伸）
- キキ - インターゾーンの男娼：ジョセフ・スコーシアニー（堀川りょう）
- マグワンプ - リーにインターゾーンに行くように強要する怪物：ピーター・ボレツキー（神山卓三）
- クラーク・ノヴァ - タイプライター：ピーター・ボレツキー（辻村真人）

### 評価
レビュー・アグリゲーターのRotten Tomatoesでは36件のレビューで支持率は69%、平均点は7.00/10となった。Metacriticでは16件のレビューを基に加重平均値が67/100となった。